# Lepoglavská věznice
Lepoglavská věznice (chorvatsky Kaznionica u Lepoglavi) je nejstarší věznice v Chorvatsku. Nachází se ve městě Lepoglava ve Varaždinské župě na severu Chorvatska.
Lepoglavská věznice byla zřízena v roce 1854 v bývalém klášteře. Využívalo ji Rakousko-Uhersko, později Království Jugoslávie, Nezávislý stát Chorvatsko a nakonec komunistická Jugoslávie. V roce 1914 byla přebudována a rozšířena. Během 20. století do ni byla umisťována celá řada lidí, kteří byli politicky určitým způsobem problematičtí. Jednalo se často o známé osobnosti (v meziválečné době např. o komunisty) – Josip Broz Tito, Moša Pijade, Rodoljub Čolaković, Milovan Đilas, Petko Miletić, Savo Zlatić, Radivoje Davidović a Mihajlo Javorski. Společný pobyt těchto osob za zdmi lepoglavské věznice vedl k jejich sblížení, které vydrželo i do dob, kdy komunisté drželi v Jugoslávii moc. Za druhé světové války byl ve věznici držen Ante Vokić, který se v roce 1944 pokusil v Chorvatsku o převrat.[zdroj?]
V dobách socialistické Jugoslávie byli v Lepoglavě umístěny osoby, které byly obecně pro komunistickou moc nebezpečné, které se režimu vzpouzely, či jej přímo ohrožovaly (např. účastníci Chorvatského jara). Mezi známé osobnosti, které si odpykávaly svůj trest v Lepoglavě patřily např. Alojzije Stepinac (1946 – 1951), Ivo Tartaglia, Šime Đodan, Dražen Budiša, Hrvoje Šošić, Marko Veselica, stejně jako budoucí chorvatský prezident Franjo Tuđman.